# Форсман, Свен
Свен Форсман (швед. Sven Forssman; 12 сентября 1882, Гётеборг — 1 марта 1919, Гётеборг) — шведский гимнаст, чемпион летних Олимпийских игр 1908 года.
На Играх 1908 года в Лондоне Форсман участвовал только в командном первенстве, в котором его сборная заняла первое место.